# Napier-Campbell Blue Bird (1928)
Il Napier-Campbell Blue Bird, noto anche come Blue Bird III è stata una vettura da record che fu detentrice del record di velocità terrestre. Fu sviluppata dalla precedente Blue Bird II.

## Il progetto

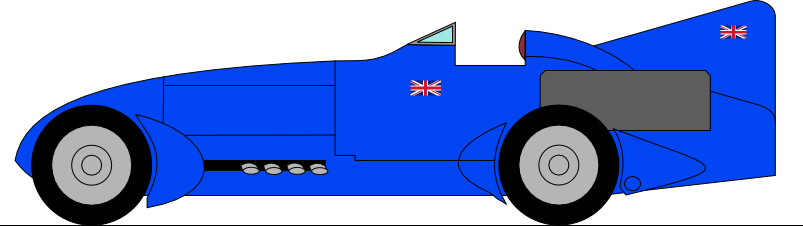
Disegno della vista laterale

Il primo Napier-Campbell Blue Bird, soprannominato Blue Bird II, era la vettura con cui il britannico Malcolm Campbell conquistò il record di velocità nel 1927. Nello stesso anno questo record venne battuto dalla Sunbeam 1000 HP di Henry Segrave, che superò le 200 mph.
Campbell, deciso a riconquistare il primato, decise di modificare la propria vettura. In particolare, non ritenendo più sufficiente la potenza del motore utilizzato, chiese e ottenne dall'allora ministro dell'aeronautica britannico Samuel Hoare di poter utilizzare il motore del Supermarine S.5, idrocorsa vincitore della Coppa Schneider dello stesso anno.
Tale motore, estremamente avanzato, era protetto da segreto militare e a Campbell furono necessarie lunghe trafile burocratiche oltre ad un notevole esborso in denaro per venirne definitivamente in possesso.
Il propulsore Napier Lion VIIB Sprint era un W12 a 3 bancate di 23.948 cm³ che erogava 875 BHP (887 CV) a 3.300 giri.
I cerchioni, prodotti dalla Rudge-Whitworth, erano a raggi doppi sulle ruote anteriori e tripli su quelle posteriori. Per migliorare l'aerodinamica furono impiegati coprimozzi.
A seguito di problemi di surriscaldamento, ai lati della coda del veicolo furono installati due radiatori supplementari di notevoli dimensioni. Realizzati dall'industria aeronautica Fairey Aviation, erano composti dall'unione di 122 singoli elementi, per un totale di oltre 730 metri di tubi entro i quali passava il liquido di raffreddamento.
La nuova configurazione aerodinamica fu disegnata da Reginald K. Pierson, capo ingegnere della Vickers, dopo approfonditi studi e test nella nuova galleria del vento dell'azienda aeronautica. La carrozzeria, realizzata in fogli d'alluminio di 1,2 mm di spessore, fu commissionata alla Mulliner Park Ward.
Sebbene il propulsore della Blue Bird III erogasse circa 30 CV in meno dei 900 accreditati alla Sunbeam 1000 HP, la vettura detentrice del record, l'automobile di Campbell risultava molto più leggera con un peso a vuoto di 2.641 kg contro gli oltre 4.000 della 1000 HP.

## Il record
Nel 1927, a pochi mesi dal record stabilito da Campbell col Blue Bird II, Parry-Thomas rimase ucciso nel tentativo di riconquistare il primato. Campbell, che era legato da una forte amicizia a Parry-Thomas, decise di non correre più a Pendine Sands, spiaggia dove era avvenuto l'incidente mortale e dove Campbell aveva conquistato i suoi primi record.
La vettura venne completata in tempo per partecipare al 26º Meeting annuale di Daytona Beach, a cui avrebbero preso parte altri pretendenti al record di velocità.
Il 19 febbraio il Blue Bird III fece registrare la media di 206,95 mph (333,05 km/h), consegnando a Campbell il suo quarto record. Ma solo per un breve periodo, il 22 aprile il primato passò a Ray Keech che con la sua White Triplex Special segnò una velocità di 207,55 mp/h (334,95 km/h).